# Pâté de campagne

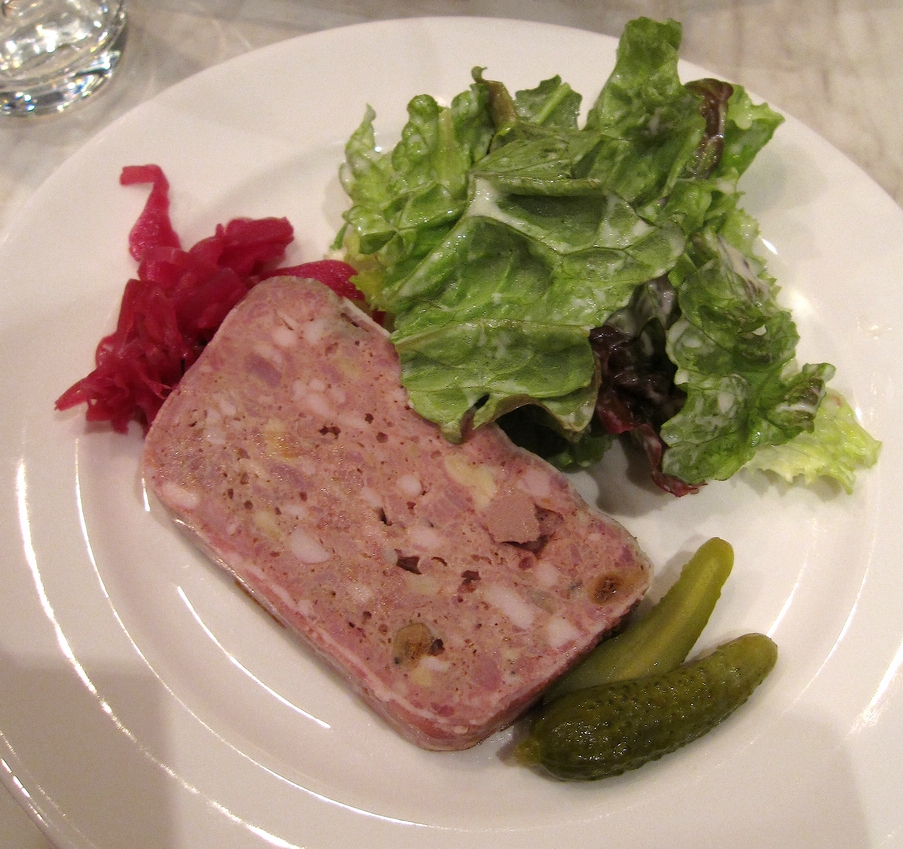
Pâté de campagne

Pâté de campagne (deutsch „Landpastete/Bauernpastete“) ist ein Fleischgericht der französischen Küche. Es handelt sich um eine einfache Fleischpastete im Fettmantel. Die Farce besteht in der Regel überwiegend aus Schweinefleisch, darunter auch Schweineleber zu einem geringen Anteil. Gelegentlich wird der Farce aber auch etwas Kalbfleisch hinzugefügt. Die traditionellen Gewürze einer Pâté de campagne sind außerdem Weinbrand, Knoblauch, Quatre-épices, Thymian, Lorbeer, Salz und Pfeffer. Sie wird gewöhnlich in einem Wasserbad im Ofen zubereitet.
Die meisten französischen Metzgereien stellen eine eigene Pâté de campagne her. Mittlerweile gehört dieses Gericht aber auch zum Standardangebot von französischen Supermärkten.